# Falsacanthocinus brevis
Falsacanthocinus brevis là một loài bọ cánh cứng trong họ Cerambycidae.